# NGC 6551
NGC 6551 is een niet-bestaand object in het sterrenbeeld Boogschutter. Het hemelobject werd in 1886 ontdekt door de Amerikaanse astronoom Francis Preserved Leavenworth.